# قانون ثبت علائم و اختراعات
قانون ثبت علائم و اختراعات دومین قانون مالکیت فکری در ایران است که در دوره هشتم مجلس شورای ملی به تصویب رسیده و مشتمل بر ۵۱ ماده، ۲ تبصره و ۴۱ بند است و تا زمان تصویب قانون ثبت اختراعات، طرح‌های صنعتی و علائم تجاری در سال ۱۳۸۶ پابرجا بود. پس از این قانون، چندین لایحه برای ایجاد قانون حق تکثیر به مجلس رفت اما به دلیل کاستی‌های که داشتند، همگی رد شدند تا سرانجام در سال ۱۳۴۸ قانون حمایت حقوق مؤلفان و مصنفان و هنرمندان به تصویب مجلس برسد.
بر طبق این قانون، یک نماد بازرگانی شامل هرگونه نشان‌واره، طراحی، شماره، حرف، عبارت، مهر، لفاف بسته‌بندی و غیره است. ماده ۳۰ قانون می‌گوید که هر مخترعی که گواهی ثبت اختراع در خارج از ایران داشته باشد، در صورتی که تاریخ انقضای آن گواهی هنوز به پایان نرسیده، می‌تواند برای ثبت اختراع در داخل ایران نیز درخواست کند. اما اگر پیش از آن که وی به ثبت اختراع خود در ایران اقدام کند، شخص یا مؤسسه‌ای اقدام به استفاده از اختراع مذکور کرده باشد و یا حتی مقدمات استفاده را انجام داده باشد، مخترع نمی‌تواند از عملیات آن شخص یا مؤسسه جلوگیری کند.
تلاش برای ثبت علامت‌های صنعتی و تجاری از بهمن ۱۲۹۸ با تصویب لایحهٔ پیشنهادی وزارت فلاحت، تجارت و فوائد عامه تحت عنوان «لایحهٔ استقرار و حفظ نام شرکت تجارت‌خانه‌ها و جلوگیری از تقلید علامت کارخانه‌ها» آغاز شد و با طرح قانون علامت‌های تجاری در سال ۱۳۰۰ توسط وزارت مالیه ادامه پیدا کرد. از تصویب قانون علامات صنعتی و تجاری، به عنوان نخستین اقدام برای سازماندهی اقتصاد تجاری ایران در فاصلهٔ سال‌های ۱۳۰۳ تا ۱۳۰۹ نام برده می‌شود.